# Hyattella concertina
Hyattella concertina är en svampdjursart som först beskrevs av de Laubenfels 1954.  Hyattella concertina ingår i släktet Hyattella och familjen Spongiidae. Inga underarter finns listade i Catalogue of Life.